# ایولین دو روتشیلد
ایولین دو روچیلد (انگلیسی: Evelyn de Rothschild؛ زادهٔ ۲۹ اوت ۱۹۳۱) کارآفرین، بانکدار و چوگان‌باز اهل بریتانیا است. وی همچنین برندهٔ جوایزی همچون شوالیه (عنوان) شده‌ است.